# Möckenlohe
Möckenlohe (bairisch Meggalou) ist ein Gemeindeteil von Adelschlag im Landkreis Eichstätt im Naturpark Altmühltal. Am 1. September 2023 hatte der Gemeindeteil 717 Einwohner.

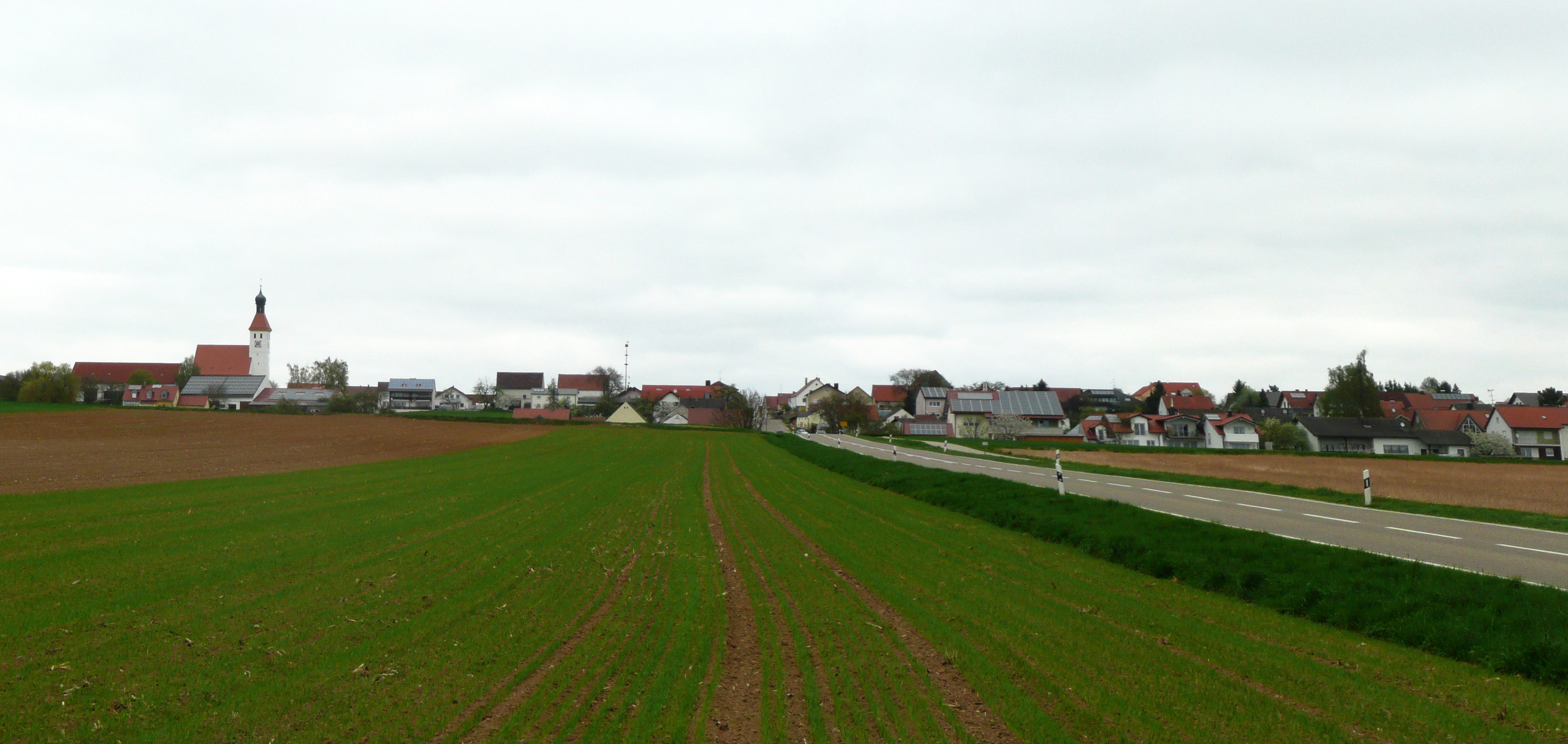
Möckenlohe mit ehemaliger Römerstraße von Süden

## Lage
Das Pfarrdorf liegt südlich des Altmühltales auf der Hochfläche der Südlichen Frankenalb, etwa drei Kilometer südlich von Adelschlag an der Ortsverbindungsstraße Adelschlag – Nassenfels, 442 Meter über Normalnull.

## Geschichte
In vorrömischer Zeit gab es in der Möckenloher Flur eine keltische Besiedlung. Während der römischen Besatzungszeit wurde die Straße von Stepperg über Nassenfels und Möckenlohe nach Pfünz ausgebaut.
Möckenlohe gehörte im 8. Jahrhundert wohl zur Grundausstattung des Bistums Eichstätt. Die erste urkundliche Erwähnung stammt von 908 („Mechinloh“, wohl Besitz eines Mahin oder Mehin bezeichnend). 1078 ist die Rede von einem Ortsadeligen Dietmar von Mechenloch. 1179 bestätigte Papst Alexander III. Besitz und Rechte des Eichstätter Domkapitels in Möckenlohe; dieses vertauschte 1283 das Patronatsrecht der Pfarrkirche an den Eichstätter Bischof Reinboto gegen dasjenige von Unterstall. 1305 erhielt der Bischof mit der Hirschberger Erbschaft – der letzte Schutzvogt des Hochstifts, Gebhard VII. von Hirschberg, war kinderlos gestorben – Dorf und Dorfgericht.
Im Dreißigjährigen Krieg wurde Möckenlohe 1642 verwüstet. Wieder aufgebaut, kam der Ort nach der Säkularisation vorübergehend an Bayern, dann an den Herzog von Leuchtenberg und 1833 endgültig an das Königreich Bayern. Spätestens im 18. Jahrhundert hatte das Dorf ein eigenes Schulhaus (1731 renoviert); ein erster Schullehrer ist bereits 1612 nachgewiesen. Bis zur Säkularisation hatte Möckenlohe 40 Anwesen, darunter 7 ganze und 2 halbe Höfe, 1 Köblergut, 21 Seldengüter und 7 Leerhäuser. Dem Bezirk Eichstätt im fränkischen Rezatkreis zugeordnet, schloss sich der Ort anlässlich der Gebietsreform am 1. April 1971 Adelschlag an.
Der Ort ist überwiegend landwirtschaftlich orientiert und führte 1948 eine Flurbereinigung durch. 1983 gab es hier 17 bäuerliche Vollerwerbs- und 15 Nebenerwerbsbetriebe.
Die Einwohnerzahl stieg seit dem 18. Jahrhundert nahezu kontinuierlich an und betrug 1741>>204, 1835>>248, 1900>>364, 1912>>351, 1938>>396, 1950>>459, 1961>>404, 1970>>474, 1973>>516, 1983>>563 und 2019>>650 Einwohner.
Bei Möckenlohe ist der Ort Hasenwinkel abgegangen.

## Bauwerke

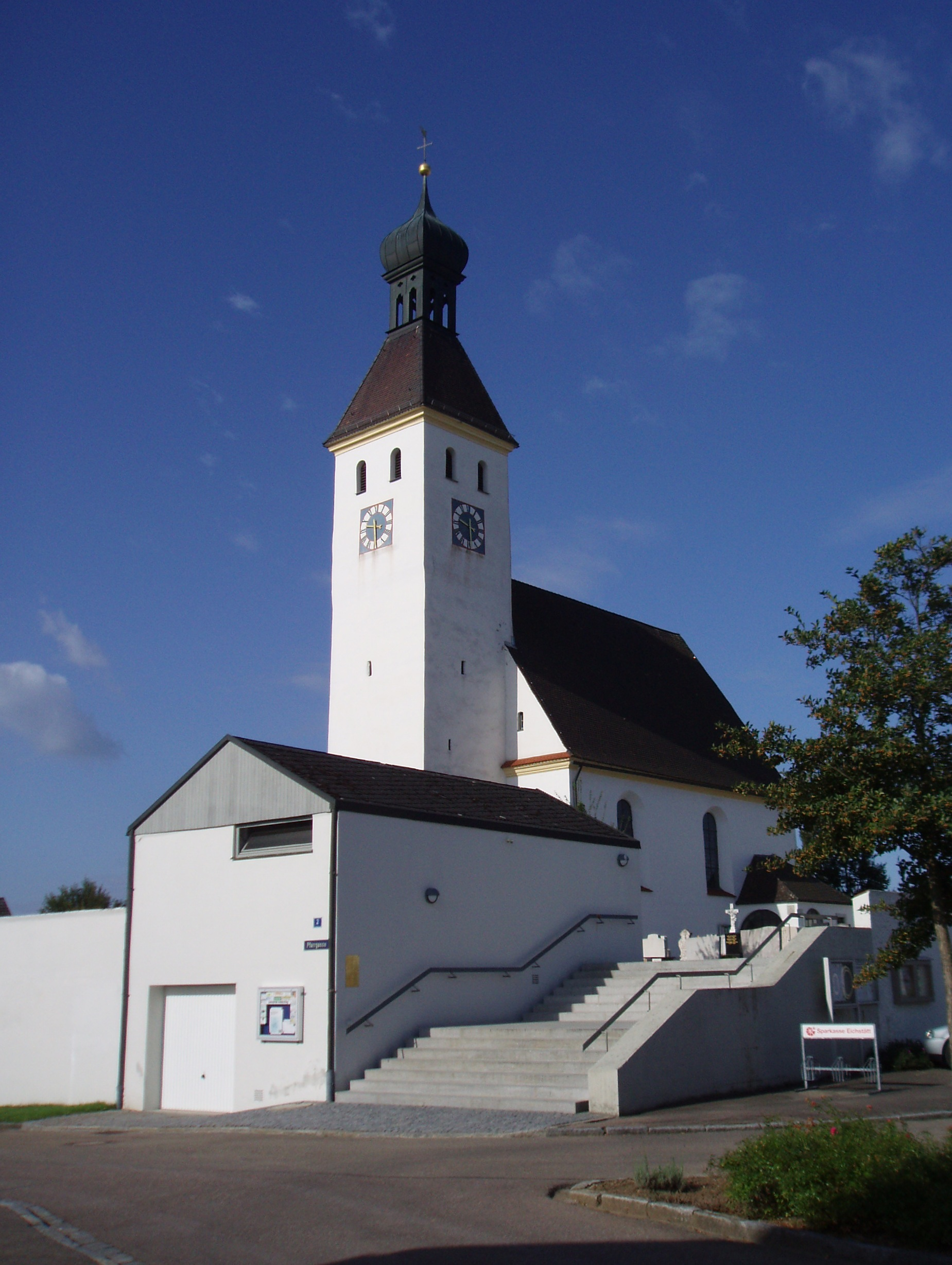
Pfarrkirche von Möckenlohe

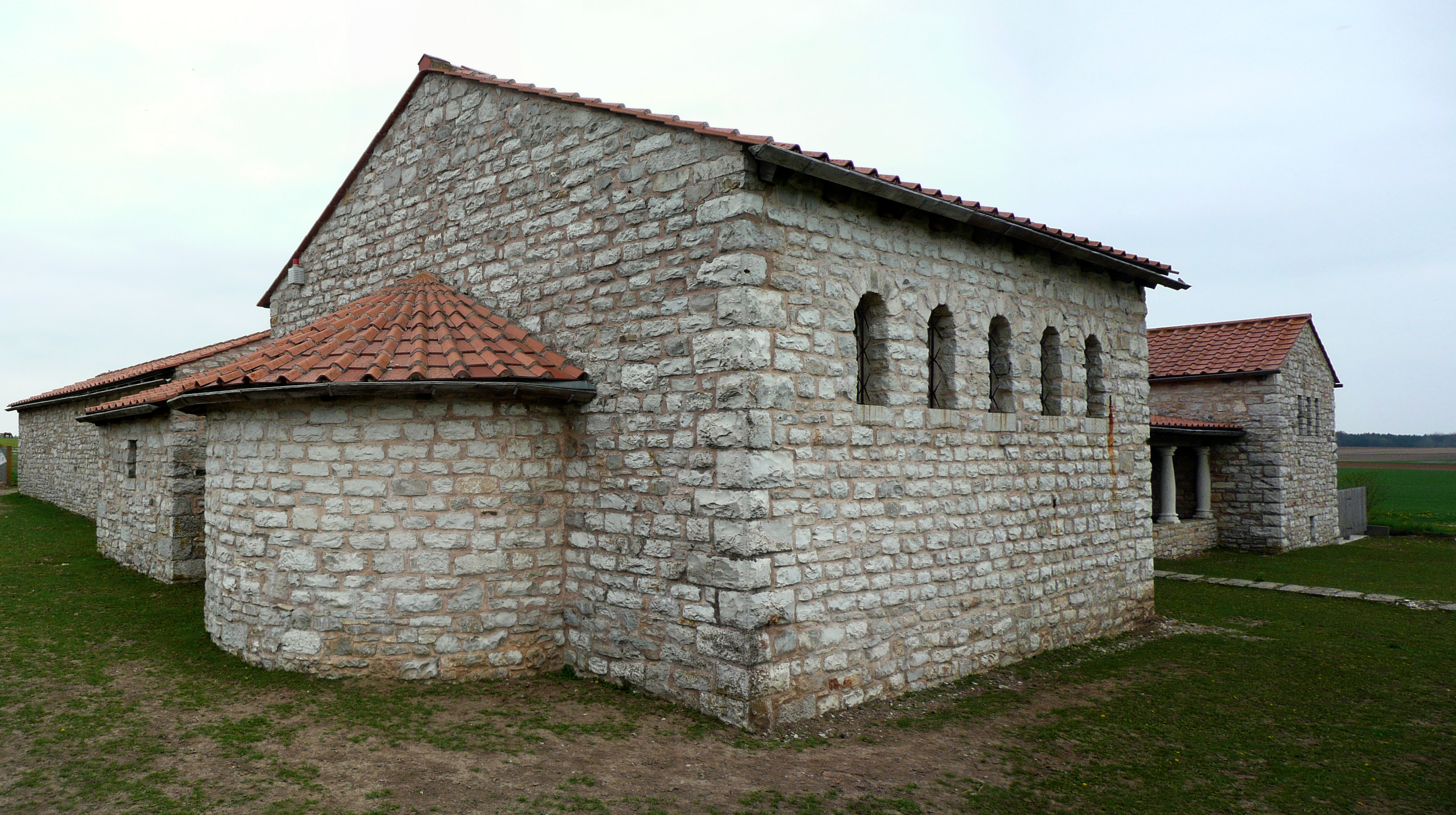
Römervilla Möckenlohe

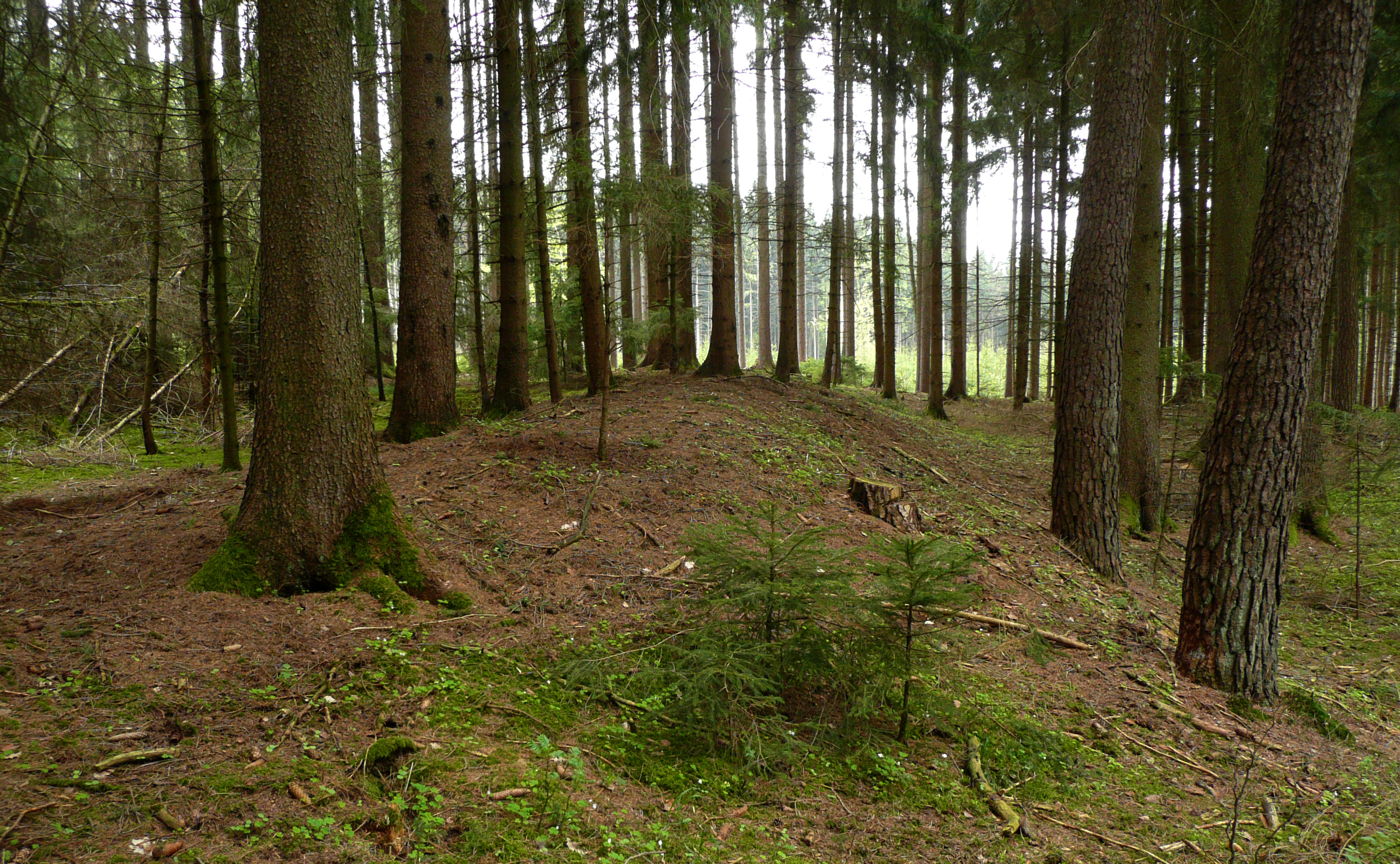
Keltenschanze bei Möckenlohe

Siehe auch: Liste der Baudenkmäler in Möckenlohe
- Die katholische Pfarrkirche Mariä Himmelfahrt ist eine ehemalige Wallfahrtskirche (Wehrkirche Möckenlohe). Eine Kirchweihe ist für 1308 überliefert. Der Burgenforscher Helmut Rischert vermutet hier eine ehemalige Kirchenburg. 1480 bis 1615 war Möckenlohe eine Filiale von Nassenfels, wurde dann aber wieder eigenständige Pfarrei. Die heutige, von einem noch teilweise befestigten Friedhof umgebene Kirche wurde 1624 neu gebaut und konsekriert, 1691/92 von Jakob Engel umgestaltet, um 1735 barockisiert und 1895 restauriert. Die vier Meter hohe, mit Schießöffnungen versehene Friedhofsmauer wurde 1968 bei einer Friedhofserweiterung größtenteils beseitigt. Die Turm-Untergeschosse gehören dem späten 13. Jahrhundert, die beiden in Fachwerk ausgeführten, verputzten Obergeschosse dem späten 17. Jahrhundert an. Der Turm ist von einem abgestumpften Ziegelhelm mit kuppelbedachter Laterne bekrönt. Die Stuckaturen im Innern, „eine gefällige Frührokokoarbeit“ (Mader, S. 210) stammen von Franz Xaver Horneis, die Deckengemälde und die Bilder an der Stuckbrüstung der Empore vom Ingolstädter Kunstmaler Joseph Dietrich. Der Hochaltar mit einer Holzgruppe der Krönung Mariens und die Kanzel sind Barockschöpfungen von 1700; die Seitenaltäre sind 50 Jahre älter. Das Wallfahrtsbild in einer angebauten Kapelle, eine Holzmadonna aus dem frühen 14. Jahrhundert mit späterem Jesus-Kind, ist neu gefasst. Eine Rosenkranzmadonna stammt aus der Mitte des 17. Jahrhunderts. 1833 kam eine Monstranz aus der profanierten Klosterkirche Marienstein bei Eichstätt nach Möckenlohe.
- Am neu erbauten Pfarrhof findet sich das Wappen des Eichstätter Fürstbischofs Johann Christoph von Westerstetten, bezeichnet 1615, das auch am Vorgängerbau, einem zweigeschossigen Bau im Jurahaus-Stil, angebracht war.
- Am nördlichen Ortsrand wurde eine römische Villa Rustica archäologisch ergraben, im Rahmen eines Römerprogramms des Landkreises wiederaufgebaut und 1993 als privat geführtes Museum der Öffentlichkeit übergeben.
- Reste einer keltischen Viereckschanze  befinden sich im Waldgebiet in der Nähe des Naturdenkmals Hoher Stein westlich von Möckenlohe.

## Persönlichkeiten

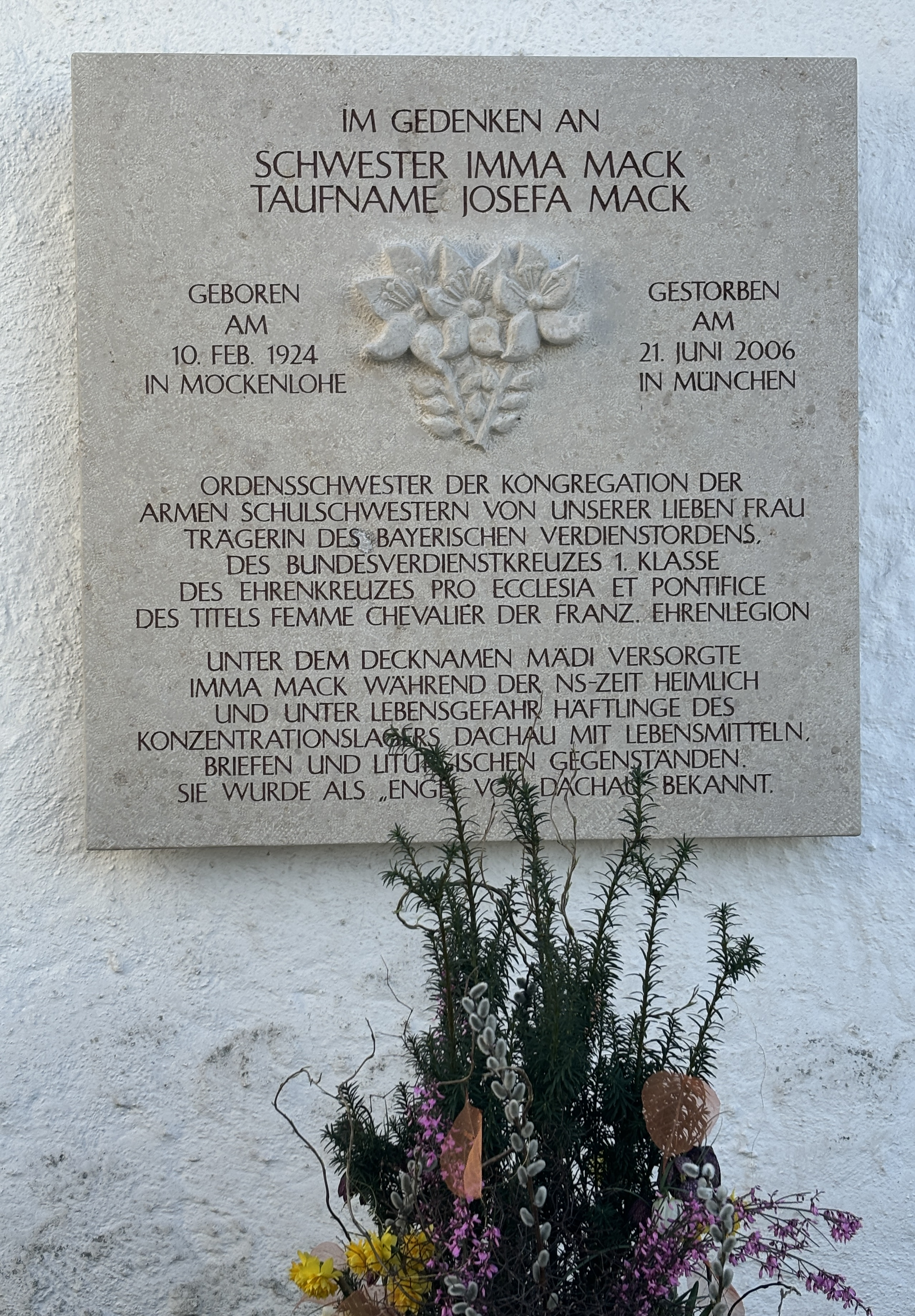
Gedenktafel für Schwester Imma Mack in Möckenlohe

- Gedenktafel für Schwester Imma Mack in MöckenloheMaria Imma Mack, Ordensschwester (1924–2006)